# John Coghlan
John Coghlan (nome completo John Robert Coghlan; Londra, 19 settembre 1946) è un batterista e percussionista britannico, noto per essere stato membro della rock band inglese Status Quo fino al 1981.

## Biografia
Nacque nel quartiere londinese di Dulwich e frequentò la Kingsdale Comprehensive School, che abbandonò all'età di 15 anni per dedicarsi al mestiere di meccanico.
Nel tempo libero si dedicava a suonare la batteria in una band locale denominata Cadets, un gruppo formato da altri giovani adolescenti. Entrò a far parte degli Spectres nel 1963 in sostituzione del batterista Barry Smith.
Dopo una lunga gavetta per i locali e i piccoli club della Swinging London della metà degli anni sessanta, conseguì il successo mondiale insieme ai compagni, nel frattempo ridenominati Status Quo, nel 1968, grazie al singolo psichedelico Pictures of Matchstick Men.
Quando gli Status Quo effettuarono la virata definitiva verso il genere hard rock nei primi anni settanta, svolse un ruolo determinante conferendo al sound un tono ritmico assai singolare ed identificativo, che molto contribuì al grande successo conseguito dalla band per tutto il decennio.
Se sotto il profilo sonoro e strumentale l'apporto di Coghlan ai trionfi della band fu indiscutibilmente decisivo, altrettanto non può essere però detto per l'aspetto compositivo: Coghlan non scrisse mai pezzi suoi e, anzi, stando ad una intervista del bassista Alan Lancaster rilasciata nel 1999, fu solo grazie alla benevolenza dei compagni che non vollero escluderlo dalla percezione dei fruttuosi diritti d'autore, che egli figura in qualità di coautore in classici come Break the Rules o Roll Over Lay Down.
Nei primi anni ottanta, in seguito a dissapori con il resto del gruppo in ordine alla direzione musicale (che secondo lui avrebbe dovuto più restare fedele alla dimensione hard blues di quanto in realtà non fosse), lasciò definitivamente i compagni durante le registrazioni dell'album 1+9+8+2 = XX, per dedicarsi ai programmi con la sua nuova band, i Partners in Crime.
Sostituito negli Status Quo dall'esperto Pete Kircher, Coghlan si dedicò a tempo pieno ai suoi nuovi progetti, ma non riuscì ad ottenere la visibilità commerciale sperata.
Fondò in seguito altre band (John Coghlan's Diesel, John Coghlan's Quo, John Coghlan Band) e sul finire degli anni novanta fu parte dei Lancaster Bombers, il gruppo australiano di Alan Lancaster, anch'egli ex componente degli Status Quo, ma senza più conseguire la fama ed il successo di un tempo.
Sposato due volte, ha una figlia.

## Lareunioncon gli Status Quo
All'inizio del 2012, dopo 31 anni di separazione, gli Status Quo si ritrovarono nella formazione originale, con il ritorno di Alan Lancaster e John Coghlan, per le riprese di un documentario intitolato Hello Quo!, girato da Alan G. Parker, pubblicato nell'ottobre dello stesso anno.
Accantonati definitivamente rancori ed acrimonie, gli Status Quo decisero di offrirsi ai propri fan con la storica formazione originale, dapprima in una mini-tournée di 9 date svolta nel marzo del 2013 nel Regno Unito, infine in un ultimo tour europeo nella primavera del 2014.

### Album in studio con gli Status Quo
- Picturesque Matchstickable Messages from the Status Quo (1968)
- Spare Parts (1969)
- Ma Kelly's Greasy Spoon (1970)
- Dog of Two Head (1971)
- Piledriver (1972) UK numero 5
- Hello! (1973) UK numero 1
- Quo (1974) UK numero 2
- On the Level (1975) UK numero 1
- Blue for You (1976) UK numero 1
- Rockin' All Over the World (1977) UK numero 5
- If You Can't Stand the Heat (1978) UK numero 3
- Whatever You Want (1979) UK numero 3
- Just Supposin' (1980) UK numero 4
- Never Too Late (1981) UK numero 2

### Live con gli Status Quo
- Live! (1977) UK numero 3
- Status Quo Live at the BBC (2010)
- The Frantic Four Reunion 2013 - Live At Hammersmith Apollo 2013 UK numero 37
- The Frantic Four's Final Fling - Live At The Dublin 02 Arena 2014 UK numero 34

### Live con la Mick Taylor Band
- Little Red Rooster

### Live con la King Earl Boogie Band
- Loaded & Live

### Live con la Redding, Bell & Coghlan
- Redding, Bell & Coghlan Live

### Raccolte con gli Status Quo
- 12 Gold Bars (1980) UK numero 3

### Album in studio con i Partners in Crime
- Organised Crime (1985)